# 구레시
구레시(일본어: 呉市)는 일본 히로시마현 남서부에 있는 도시이다. 세토 내해와 접해 기후가 온화하고 자연이 풍부한 임해 도시이다. 2000년에 특례시로 승격했고 현재는 중핵시가 되었다.
지형적으로 천연의 양항으로 여겨지며 옛날에는 무라카미 수군의 일파가 근거지로 하고 있었고 메이지 시대 이후에는 일본 제국 해군과 해상자위대의 거점이 되었다. 제2차 세계 대전 당시에는 일본 10대 도시로 꼽힐 정도로 큰 도시였고 실제로 40만 명을 넘는 인구를 가지고 있었다.
2005년 3월 20일에 주변의 아키군 온도정·구라하시정·가마가리정, 도요타군 야스우라정·도요하마정·유타카정을 편입했다. 이로 인해 구레시는 혼슈 본토에 있는 지역과 시모카마가리섬, 나사케시마섬에 남쪽의 구라하시섬, 가미카마가리섬, 도요시마섬, 오사키시모섬을 더해 인구 25만 명 규모의 시가 되었다.
조선·철강·펄프·기계금속 등을 중심으로 임해 공업도시로 발전하고 있다. 또 구레시 해사역사과학관과 해상자위대 구레 사료관 등 해군에 관한 박물관이 존재한다. 교토부 마이즈루시와 함께 니쿠자가의 발상지로 여겨지며, 시내 니가타 지구의 줄 생산량은 일본 제일이다. 이곳의 일부 지역을 방송 지역으로 하는 케이블 TV가 방송되고 있다.

## 지리
히로시마현 남서부에 위치하고 세토 내해와 접한다. 해안가에 위치해 기후는 온화하고 살기 좋다. 주변에는 세토 내해 국립공원이 있다.

### 기후
| 구레시의 기후                                                | 구레시의 기후 | 구레시의 기후 | 구레시의 기후 | 구레시의 기후 | 구레시의 기후 | 구레시의 기후 | 구레시의 기후 | 구레시의 기후 | 구레시의 기후 | 구레시의 기후 | 구레시의 기후 | 구레시의 기후 | 구레시의 기후   |
| 월                                                           | 1월           | 2월           | 3월           | 4월           | 5월           | 6월           | 7월           | 8월           | 9월           | 10월          | 11월          | 12월          | 연간            |
| ------------------------------------------------------------ | ------------- | ------------- | ------------- | ------------- | ------------- | ------------- | ------------- | ------------- | ------------- | ------------- | ------------- | ------------- | --------------- |
| 역대 최고 기온 °C (°F)                                       | 19.0 (66.2)   | 21.5 (70.7)   | 23.8 (74.8)   | 28.1 (82.6)   | 30.7 (87.3)   | 33.7 (92.7)   | 36.9 (98.4)   | 37.8 (100.0)  | 36.1 (97.0)   | 31.1 (88.0)   | 26.3 (79.3)   | 22.7 (72.9)   | 37.8 (100.0)    |
| 일평균 최고 기온 °C (°F)                                     | 9.5 (49.1)    | 10.2 (50.4)   | 13.6 (56.5)   | 18.7 (65.7)   | 23.3 (73.9)   | 26.1 (79.0)   | 29.9 (85.8)   | 31.5 (88.7)   | 28.1 (82.6)   | 22.9 (73.2)   | 17.3 (63.1)   | 11.9 (53.4)   | 20.3 (68.5)     |
| 일일 평균 기온 °C (°F)                                       | 6.1 (43.0)    | 6.5 (43.7)    | 9.6 (49.3)    | 14.4 (57.9)   | 19.0 (66.2)   | 22.4 (72.3)   | 26.5 (79.7)   | 27.9 (82.2)   | 24.5 (76.1)   | 19.2 (66.6)   | 13.6 (56.5)   | 8.4 (47.1)    | 16.5 (61.7)     |
| 일평균 최저 기온 °C (°F)                                     | 2.8 (37.0)    | 3.0 (37.4)    | 5.7 (42.3)    | 10.4 (50.7)   | 15.2 (59.4)   | 19.4 (66.9)   | 23.8 (74.8)   | 25.0 (77.0)   | 21.5 (70.7)   | 15.8 (60.4)   | 10.0 (50.0)   | 5.0 (41.0)    | 13.1 (55.6)     |
| 역대 최저 기온 °C (°F)                                       | −5.4 (22.3)   | −7.1 (19.2)   | −4.9 (23.2)   | −0.5 (31.1)   | 4.7 (40.5)    | 10.1 (50.2)   | 14.8 (58.6)   | 16.4 (61.5)   | 9.7 (49.5)    | 4.4 (39.9)    | 0.0 (32.0)    | −5.5 (22.1)   | −7.1 (19.2)     |
| 평균 강수량 mm (인치)                                        | 41.5 (1.63)   | 59.3 (2.33)   | 106.7 (4.20)  | 126.0 (4.96)  | 147.2 (5.80)  | 217.9 (8.58)  | 251.4 (9.90)  | 113.2 (4.46)  | 143.7 (5.66)  | 97.2 (3.83)   | 65.1 (2.56)   | 48.3 (1.90)   | 1,417.2 (55.80) |
| 평균 강수일수 (≥ 0.5 mm)                                     | 5.8           | 7.6           | 10.2          | 9.8           | 9.5           | 11.8          | 10.5          | 7.6           | 9.3           | 7.0           | 6.5           | 6.5           | 102.1           |
| 평균 상대 습도 (%)                                           | 63            | 63            | 63            | 63            | 67            | 75            | 76            | 73            | 70            | 66            | 66            | 65            | 68              |
| 평균 월간 일조시간                                           | 140.7         | 145.7         | 181.7         | 194.8         | 212.3         | 155.9         | 183.9         | 217.9         | 166.8         | 176.0         | 150.5         | 141.6         | 2,067.9         |
| 출처: 일본 기상청 (평년값: 1991년~2020년, 극값: 1894년~현재) |               |               |               |               |               |               |               |               |               |               |               |               |                 |

### 인접한 자치체

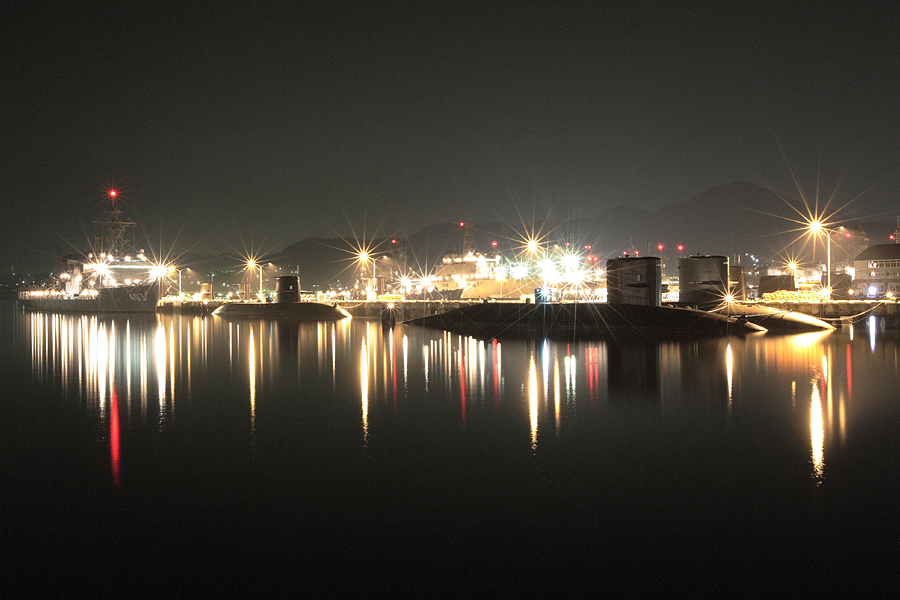
구레에 정박한 해상자위대 잠수함

- 히로시마시(아키구)
- 히가시히로시마시
- 에타지마시(해상에서 인접)
- 아키군 사카정, 구마노정
- 도요타군 오사키카미지마정
- 에히메현 이마바리시(해상에서 인접)

## 인구
| 연도                       | 인구    | ±%     |
| -------------------------- | ------- | ------ |
| 1940                       | 355,297 | —      |
| 1950                       | 292,769 | −17.6% |
| 1960                       | 291,887 | −0.3%  |
| 1970                       | 306,222 | +4.9%  |
| 1980                       | 302,766 | −1.1%  |
| 1990                       | 280,429 | −7.4%  |
| 2000                       | 259,224 | −7.6%  |
| 2010                       | 239,553 | −7.6%  |
| Kure population statistics |         |        |

## 교육
- 고코 고등학교

## 역사
1902년 10월 1일에 성립되었고 제2차 세계 대전이 끝날 때까지 일본 해군의 중심지 역할을 했다. 군사 목적의 도시이며 구레 해군 본부가 있었다. 현재도 해상자위대 본부로 사용된다. 시내의 시모카마가리에는 조선 통신사의 경유지가 있다.
- 1889년 7월 1일 - 구레 진수부가 개청하였다.
- 1902년 10월 1일 - 아키군 와쇼정, 미야하라촌, 소우야마다촌, 후타가와촌이 대등 합병해 시제를 시행하였다.
- 1903년 11월 10일 - 구레 해군 공창이 설치되었다.
- 1928년 4월 1일 - 아키군 게고야정, 요시우라정, 아가정과 합병하였다.
- 1941년 4월 21일 - 니가타정, 히로촌과 합병하였다.
- 1945년 5월 5일 - 히로 해군 공창이 폭격을 받았다.
- 1945년 6월 22일 - 구레 해군 공창이 폭격을 받았다.
- 1945년 7월 1일 - 미군 폭격기가 시가지를 공습하였다.
- 1945년 7월 24일~7월 28일 - 미군에 의해 구레 군항의 잔존 함정에 함재기가 공격하였다(구레 군항 공습).
- 1946년 - 영국 연방 점령군의 사령부가 놓여 주고쿠 시코쿠 지방의 점령 임무를 미군으로부터 계승하였다.
- 1950년 6월 28일 - 구군항시 전환법이 공포되었다.
- 1954년 7월 1일 - 해상자위대 구레 지방대가 놓였다.
- 1956년 10월 1일 - 아키군 덴노정, 쇼와촌, 가모군 고하라촌을 편입하였다.
- 2000년 11월 1일 - 특례시로 승격하였다.
- 2003년 4월 1일 - 아키군 시모카마가리정을 편입하였다.
- 2004년 4월 1일 - 도요타군 가와지리정을 편입하였다.
- 2005년 3월 20일 - 아키군 온도정·구라하시정·가마가리정, 도요타군 야스우라정·도요하마정·유타카정을 편입하였다.

## 사건
- 1971년 - 구레시 산불

## 교통

### 철도
- 서일본 여객철도 구레선

### 도로
- 국도 제31호선
- 국도 제185호선
- 국도 제375호선 (일본)(일본어판)
- 국도 제487호선 (일본)(일본어판)
- 히로시마현도 제204호선 - 일본에서 나가노현도 제162호선 다음으로 두 번째로 짧은 도도부현도 노선

### 항만
- 구레항

## 자매 도시
- 일본 돗토리현 다이센시
- 미국 워싱턴주 브레머턴
- 스페인 안달루시아 지방 마르베야
- 대한민국 경상남도 창원시
- 중화인민공화국 저장성 원저우시 - 자매항